# Edward D. Cooke

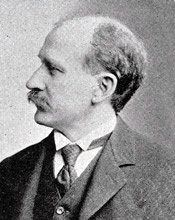
Edward D. Cooke (1896)

Edward Dean Cooke (* 17. Oktober 1849 in Cascade, Iowa; † 24. Juni 1897 in Washington, D.C.) war ein US-amerikanischer Politiker. Zwischen 1895 und 1897 vertrat er den Bundesstaat Illinois im US-Repräsentantenhaus.

## Leben
Edward Cooke besuchte die öffentlichen Schulen seiner Heimat. Nach einem anschließenden Jurastudium in Dubuque sowie an der George Washington University und seiner 1873 erfolgten Zulassung als Rechtsanwalt begann er in Chicago in diesem Beruf zu arbeiten. Gleichzeitig schlug er als Mitglied der Republikanischen Partei eine politische Laufbahn ein. Im Jahr 1883 war er Abgeordneter im Repräsentantenhaus von Illinois.
Bei den Kongresswahlen des Jahres 1894 wurde Cooke im sechsten Wahlbezirk von Illinois in das US-Repräsentantenhaus in Washington gewählt, wo er am 4. März 1895 die Nachfolge von Robert R. Hitt antrat. Nach einer Wiederwahl konnte er bis zum 3. März 1897 zwei Legislaturperioden im Kongress absolvieren. Edward Cooke starb am 24. Juni 1897 in Washington.